# Affaire Jean-Paul Leconte
L'affaire Jean-Paul Leconte est une affaire criminelle française dans laquelle Jean-Paul Leconte a été condamné à trois reprises pour les meurtres de Patricia Leclercq et de Christelle Dubuisson dans le département de la Somme.

## Biographie

### Jeunesse
Jean-Paul Leconte est né le 4 avril 1966, il vit une enfance difficile, souffrant de l'abandon de ses parents Isabelle et Jean-Noël Pockowka, c'est sa grand-mère Catherine Schuff (86 ans en 2002)  qui l'éduque.
Il est diagnostiqué alcoolique, manipulateur et grand pervers par analyse psychiatrique.

### Condamnations antérieures
En 1988, âgé de 22 ans, Jean-Paul Leconte est condamné pour attentat à la pudeur. 
En 1989, Leconte est arrêté pour une série de viols, sur une fillette de 8 ans, ainsi que sur jeunes femmes sous la menace d’un tournevis. Placé en détention préventive, il nie tous les faits qui lui sont reprochés. 
En 1991, Jean-Paul Leconte est jugé devant la cour d'assises pour les trois viols pour lesquels il est poursuivi. Il écope finalement d'une peine de 17 ans de réclusion criminelle. Tout au long de sa condamnation, Leconte reste en contact avec sa grand-mère qui, malgré ses actes, lui pardonne à chaque fois. Il fait plusieurs demandes de remise en liberté, entre 1999 et 2001, qui sont refusées.

## Faits et enquête
En mai 2002, Jean-Paul Leconte est libéré de prison, après 13 ans de détention. Il retourne vivre chez sa grand-mère.

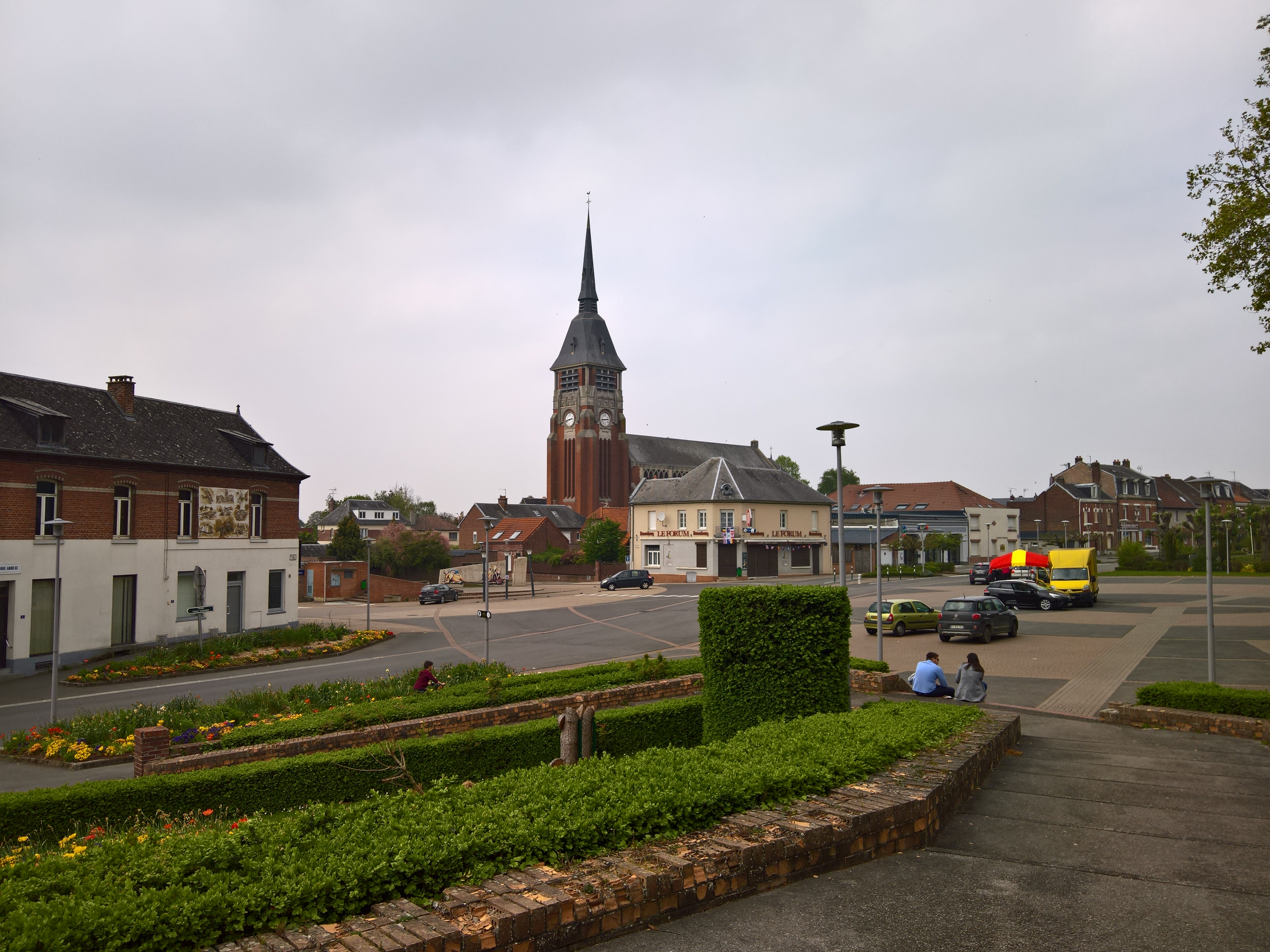
Villers-Bretonneux

Le 6 juillet 2002, au soir, Patricia Leclecq, 19 ans, disparaît, alors qu'elle rentre chez elle à vélo. Leconte l'aborde puis la viole, avant de la tuer. Son corps est retrouvé le 8 juillet 2002, dissimulé dans un champ à l'écart de la route à Ville-sur-Ancre. Le cadavre a le pantalon tiré sur le bas des jambes mais l'autopsie n'a pas pu déterminer si la jeune fille avait été violée,,.
Le 21 août 2002 à Villers-Bretonneux, Jean-Paul Leconte tue Christelle Dubuisson, une jeune fille de 18 ans. Son corps a été découvert, sur le territoire de cette même commune, sous un fourgon volé par Leconte. Après la découverte des corps de Patricia Leclerc et de Christelle Dubuisson à six semaines d'intervalle dans un périmètre restreint du même département de la Somme, l'attention des gendarmes est éveillée et une enquête est ouverte. Sur le corps de Patricia Leclercq, des traces de sperme seront retrouvées, mais le fichier des empreintes génétiques n'a pu faire correspondre l'ADN retrouvé avec aucun des profils enregistrés dans la base de données.
C'est à Méaulte qu'un gendarme de passage note la présence d'un certain Jean-Paul Leconte, un homme de 36 ans qui vient de purger 13 ans de prison pour viol, ayant bénéficié d'une remise de peine. À la suite d'un prélèvement ADN, le 24 novembre 2002 il est interpellé et placé en garde à vue par les gendarmes.
La concordance du profil génétique permet d'inculper Jean-Paul Leconte pour le viol et le meurtre de ces deux jeunes femmes.

## Procès et condamnations

### Procès du meurtre de Patricia
Le 31 janvier 2005, Jean-Paul Leconte est jugé devant la Cour d'assise de la Somme, pour le meurtre de Patricia Leclercq. Lors du procès, Leconte nie avoir tué. Il est condamné le 5 février 2005, à la réclusion criminelle à perpétuité avec une peine de sûreté de 22 ans, pour meurtre et tentative de viol.

### Procès en appel
En mars 2007, durant le procès en appel à Beauvais, Leconte avoue une partie des faits concernant Patricia Leclercq, mais continue de nier les faits concernant Christelle Dubuisson. Il écope à nouveau de la réclusion criminelle à perpétuité, mais sans mesure de sûreté. Le code pénal prévoit une mesure de sûreté et non une peine de sûreté.

## Procès du meurtre de Christelle Dubuisson
Le procès pour le meurtre de Christelle Dubuisson se déroule du 24 au 28 novembre 2008. Leconte est de nouveau condamné à perpétuité, toujours sans mesure  de sûreté. Il fait de nouveau appel, mais se désiste par la suite.
Pourtant libérable depuis novembre 2020, Jean-Paul Leconte est toujours incarcéré. Il a passé en tout plus de 30 ans en prison, soit plus de la moitié de sa vie.

## Loi sur la récidive
En août 2007, une loi sur la récidive est instaurée, afin de lutter contre ce risque. Le cas de Jean-Paul Leconte a également fait l'objet d'une loi pour l'ouverture du fichier contre les délinquants sexuels.

## Autres suspicions
Il a été suspect principal dans une affaire tierce, l'Affaire Kulik. Élodie Kulik, une banquière de 24 ans, a été assassinée dans la nuit du 11 janvier 2002 près de Péronne. Jean-Paul Leconte a été le suspect principal compte tenu de la proximité des dates de ses méfaits et de l'affaire Kulik. Cependant selon le procureur, Jean-Paul Leconte était alors en prison et fut innocenté.

## Documentaires télévisés
- « Jean-Paul Leconte, Le tueur de la Somme » le 24 avril 2011 dans Faites entrer l'accusé présenté par Christophe Hondelatte sur France 2.
- « Série noire dans la Somme » (deuxième reportage) le 25 janvier 2012 dans Suspect no 1 sur TMC.
- « Le serial killer de la Somme » (premier reportage) dans « ... dans la Somme » le 24 février 2014 dans Crimes sur NRJ 12.
- « Deux femmes massacrées : l'affaire du tueur de la Somme » le 3 décembre 2020 dans Indices sur RMC Story.
- « Jean-Paul Leconte, le tueur de la Somme », le 4 janvier 2025 dans Au bout de l'enquête, la fin du crime parfait ? sur France 2.